# Slovenský atletický zväz
La Slovenský atletický zväz (SAZ) è una federazione sportiva che ha il compito di promuovere la pratica dell'atletica leggera e coordinarne le attività dilettantistiche ed agonistiche in Slovacchia.